# Domenico Antonio Vaccaro

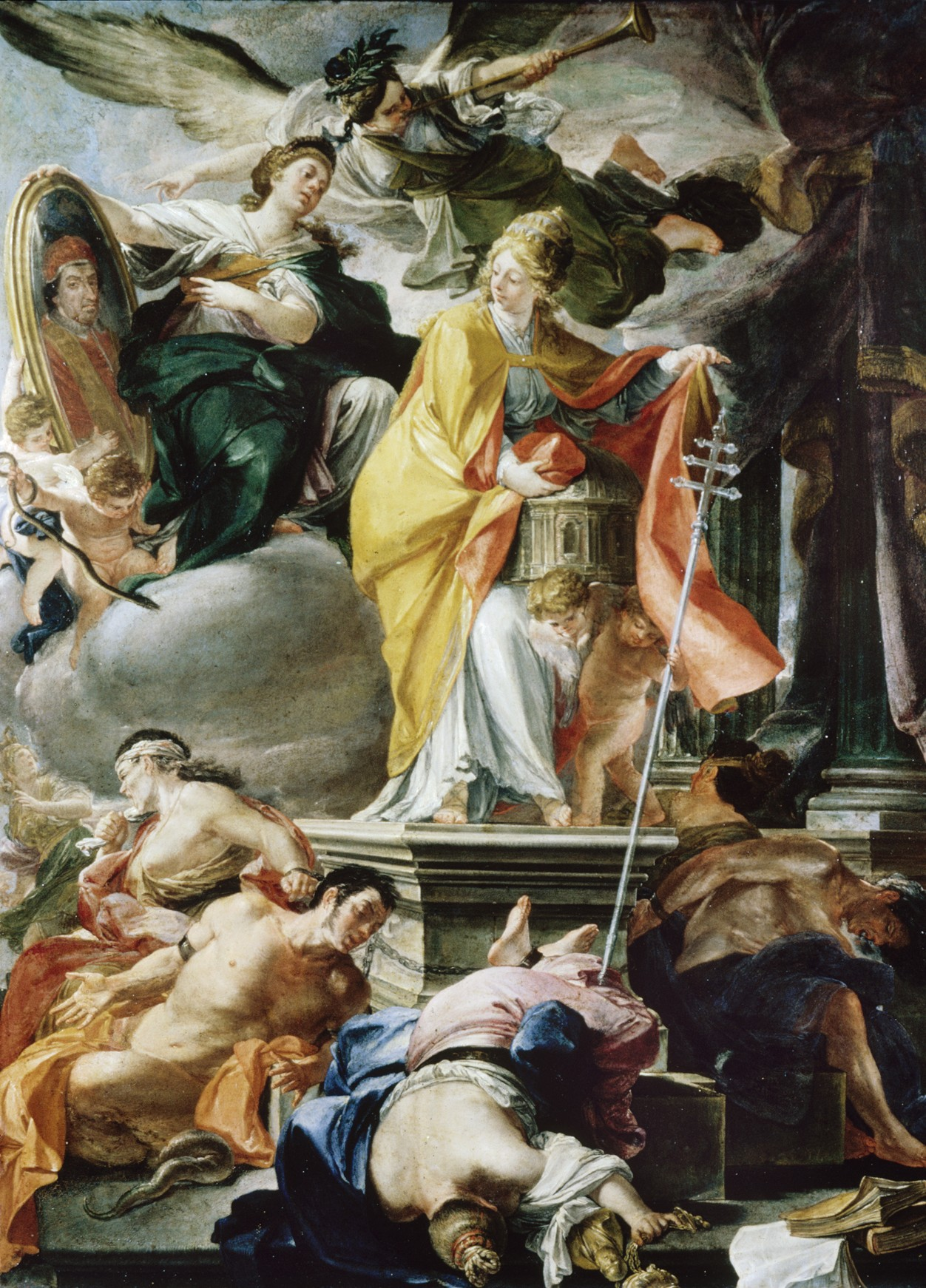
Alegoría de Clemente XI, Walters Art Museum.

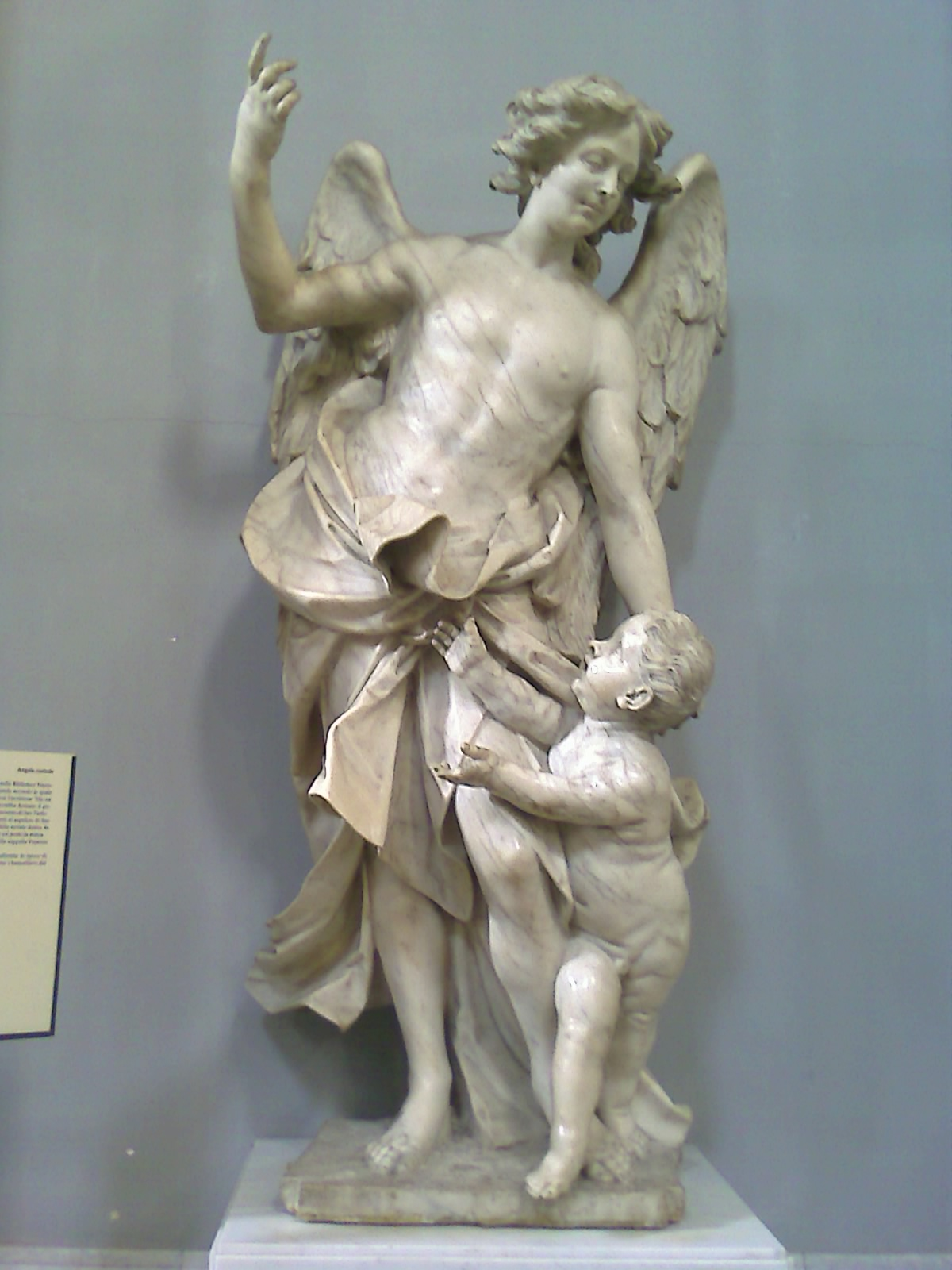
Ángel Custodio, escultura conservada en San Paolo Maggiore, Nápoles.

Domenico Antonio Vaccaro (Nápoles, 3 de junio de 1678 - id. 13 de junio de 1745) fue un pintor, escultor y arquitecto italiano, activo durante el Barroco tardío.

## Biografía
Hijo del escultor Lorenzo Vaccaro, de quien recibió su primera formación como artista. Posteriormente sería pupilo de Francesco Solimena, el más importante pintor napolitano de la época. Sus primeras obras como pintor recuerdan fuertemente a Mattia Preti por su estilo dramático y su uso del claroscuro. Posteriormente se centraría en su carrera como escultor y arquitecto. En este campo obtuvo importantes encargos de edificios públicos y religiosos, entre ellos la reconstrucción de la Catedral de Bari en un estilo barroco.
Hacia el final de su vida retomaría los pinceles, ejecutando grandes lienzos para iglesias napolitanas en un estilo rococó.

## Obras destacadas

### Pintura
- San Guillermo de Aquitania penitente (c. 1690, San Agostino degli Scalzi, Nápoles)
- Salomón adorando a los dioses paganos (c. 1695/700, Institute of Arts, Detroit)
- Alegoría del papado de Clemente XI (c. 1720, Walters Art Museum, Baltimore)
- Virgen con el Niño y los santos Roque, Sebastián y Francisco Javier (c. 1730, Worcester Art Museum)

### Escultura
- Moisés (San Ferdinando, Nápoles)
- Penitencia y Soledad (Certosa di San Martino, Nápoles)
- Ángel custodio (1724, San Paolo Maggiore, Nápoles)

### Arquitectura
- Iglesia monasterio de la Concezione (1718-1724, Montecalvario)
- Palazzo Tarsia (1732-1739, Nápoles)
- Claustro de las Clarisas (1739-1742, Santa Chiara, Nápoles)
- Palazzo della Immacolatella (1740, Nápoles)
- Coro y transeptos de Santa Maria delle Grazie (1743, Calvizzano)